# Zastava Sjevernog Brabanta
Zastava Sjevernog Brabanta (niz.: vlag van Noord-Brabant ili Brabants Bont) sastoji se od šah-polje uzorka s 24 različita polja u crvenoj i bijeloj boji. Zastava se navodno koristila od srednjega vijeka, ali je pala u zaborav tijekom 18. stoljeća. Zahvaljujući državnom arhivistu J. Smitu, zastava je predložena za uporabu. To je službena zastava Noord-Brabanta od 21. siječnja 1959. Zastava Antwerpena slijedi isti uzorak, ali koriste se druge boje (crvena, bijela, plava i žuta).